# لو آور (فیلم)
لو آور (انگلیسی: Le Havre) فیلمی در ژانر درام و کمدی به کارگردانی آکی کائوریسماکی است که در سال ۲۰۱۱ منتشر شد. از بازیگران آن می‌توان به کاتی اوتینن، ایولین دیدی، الینا سالو و ژان-پیر لئو اشاره کرد. این فیلم روایت یک پیرمرد واکسی است که تلاش می‌کند یک پسربچه مهاجر را نجات دهد.